# Comparettia pacensium
Comparettia pacensium är en orkidéart som först beskrevs av Karlheinz Senghas och Leferenz, och fick sitt nu gällande namn av Mark W. Chase och Norris Hagan Williams. Comparettia pacensium ingår i släktet Comparettia, och familjen orkidéer.
Artens utbredningsområde är Bolivia. Inga underarter finns listade i Catalogue of Life.